# Бальзак Ларго Михайлович
Ларго Михайлович Бальза́к (нар. 12 листопада 1936, Київ - дата смерті - 2019, Київ— український інженер-будівельник, мистецтвознавець і графік; член Спілки радянських художників України з 1989 року.

## Біографія
Народився 12 листопада 1936 року в місті Києві (нині Україна). 1960 року закінчив Київський інженерно-будівельний інститут; у 1981 році — Київський художній інститут, був учнем Платона Білецького.
Упродовж 1960—1994 років працював на будівництвах в Середній Азії, Росії, Україні; протягом 1985—1994 років обіймав посаду головного експерта Художньо-експертальної колегії з образотворчого мистецтва Міністерства культури України. З 1994 року — відповідальний секретар Спілки рекламістів України. Живе в Києві, будинку на проспекті Леся Курбаса, № 18, квартира № 297.

## Творчість
Працює в галузі мистецтвознавства, графіки. Серед робіт:
- «Львів вечірній» (1988);
- «Прогулянка по Лаврі» (1989);
- «Притулок спокою, праці й натхнення» (1991);
- «Місто магістра» (1991);

серії акварелей
- «Спогад про Братиславу» (1993);
- «По Німеччині» (1994);
- «З Іспанією в серці» (1995);
- «Прогулянка по Києву» (1993—1999).

Брав участь у виставках в Україні та за кордоном, зокрема у Болгарії у 1989 році; Словаччині у 1989, 1991 роках; Канаді у 1990 році; Німеччині у 1992 році. Персональні виставки відбулися у Пфаффенгофені та Мюнхені у 1991 році, Дахау, Руані, Харкові у 1992 році, Львові у 1993 році, Донецьку у 1994 році, Києві у 1989—1990, 1992—2002 роках, Москві у 2001 році.